# Sergei Wassiljewitsch Martschuk
Sergei Wassiljewitsch Martschuk (russisch Сергей Васильевич Марчук, wiss. Transliteration Sergej Vasil'evič Marčuk; * 13. April 1952 in Moskau; † 25. August 2016 ebenda) war ein sowjetischer Eisschnellläufer.

## Werdegang
Martschuk, der für den Dynamo Moskau startete, nahm von 1972 bis 1981 an internationalen Wettbewerben teil und errang bei der Mehrkampfweltmeisterschaft 1973 in Deventer den 14. Platz im Großen Vierkampf. In der Saison 1975/76 wurde er bei der Mehrkampfweltmeisterschaft 1976 in Heerenveen Achter und bei der Mehrkampfeuropameisterschaft 1976 in Oslo Neunter im Großen Vierkampf. Beim Saisonhöhepunkt, den Olympischen Winterspielen 1976 in Innsbruck, belegte er den 14. Platz über 5000 m, den 13. Rang über 1500 m und den 11. Platz über 10.000 m. In der folgenden Saison lief er bei der Mehrkampfeuropameisterschaft 1977 in Larvik auf den sechsten Platz und bei der Mehrkampfweltmeisterschaft 1977 in Heerenveen auf den vierten Rang im Großen Vierkampf. Seine erfolgreichste Saison hatte er 1977/78. Dabei gewann er bei der Mehrkampfweltmeisterschaft 1978 in Göteborg die Bronzemedaille und bei der Mehrkampfeuropameisterschaft 1978 in Oslo die Goldmedaille im Großen Vierkampf. Zudem führte er zwischen den 3. April 1977 und den 19. März 1978 den Adelskalender an. Im folgenden Jahr holte er bei der Mehrkampfeuropameisterschaft in Deventer die Bronzemedaille im Großen Vierkampf und wurde bei der Mehrkampfweltmeisterschaft 1980 in Heerenveen Zehnter. Bei sowjetischen Meisterschaften siegte er dreimal im Mehrkampf (1977–1979), zweimal über 5000 m (1976, 1978) und einmal über 10.000 m (1978).

## Erfolge

### Olympische Spiele
- 1976 Innsbruck: 11. Platz 10.000 m, 13. Platz 1500 m, 14. Platz 5000 m

### Mehrkampf-Weltmeisterschaften
- 1973 Deventer: 14. Platz Großer Vierkampf
- 1976 Heerenveen: 8. Platz Großer Vierkampf
- 1977 Heerenveen: 4. Platz Großer Vierkampf
- 1978 Göteborg: 3. Platz Großer Vierkampf
- 1980 Heerenveen: 10. Platz Großer Vierkampf

### Mehrkampf-Europameisterschaften
- 1976 Oslo: 9. Platz Großer Vierkampf
- 1977 Larvik: 6. Platz Großer Vierkampf
- 1978 Oslo: 1. Platz Großer Vierkampf
- 1979 Deventer: 3. Platz Großer Vierkampf

## Persönliche Bestzeiten
| Disziplin | Zeit         | Datum             | Ort    |
| --------- | ------------ | ----------------- | ------ |
| 500 m     | 38,45 s      | 26. März 1977     | Almaty |
| 1000 m    | 1:14,65 min  | 12. März 1977     | Almaty |
| 1500 m    | 1:56,40 min  | 25. Dezember 1976 | Almaty |
| 3000 m    | 3:56,65 min  | 11. März 1977     | Almaty |
| 5000 m    | 6:57,68 min  | 29. Dezember 1980 | Almaty |
| 10.000 m  | 14:39,56 min | 3. April 1977     | Almaty |